# Стратон (стратиграфія)
Стратон (англ. straton, нім. Straton m) – стратиграфічна одиниця, сукупність гірських порід, що складають певну єдність і відособлених за ознаками, що дозволяють встановити послідовність їх формування і положення в стратиграфічному розрізі. 